# Ritornell
A ritornell egy visszatérő szakasz a régizenében, azon belül is elsősorban a barokk korban alkalmazták. A kifejezés az olasz ritornello, azaz visszatérés szóból ered. A strófától mind metrikájában, mind zeneileg elkülönülő szakasz, mely jellemzően egy-három sorból áll. 
A kifejezés legkorábbi értelmében madrigálok versszakai közötti vokális szakaszt, a barokk korban például operák ének nélküli, visszatérő átvezető szakaszát jelenti.

## Története

### Megjelenés
A ritornell legkorábbi alkalmazása az olasz trecento zenéjében a madrigálok strófái után következő egy-háromsoros vokális szakasz, mely ritmusában és metrikájában eltérő volt, de ezt olykor elhagyták.

### A barokk zenében
Később a ritornell jelentése módosult, 17. században és a 18. század elején visszatérő rövid hangszeres szakasz, mely a zene vokális szakaszait, a bevezetőt, a köz- és utójátékot keretezi. Ezekben a századokban a ritornell és az azt követő vokális rész mindinkább összefügg, mely a madrigálok, az egyházi kantáták, áriák és strofikus dalok esetén is megfigyelhető.

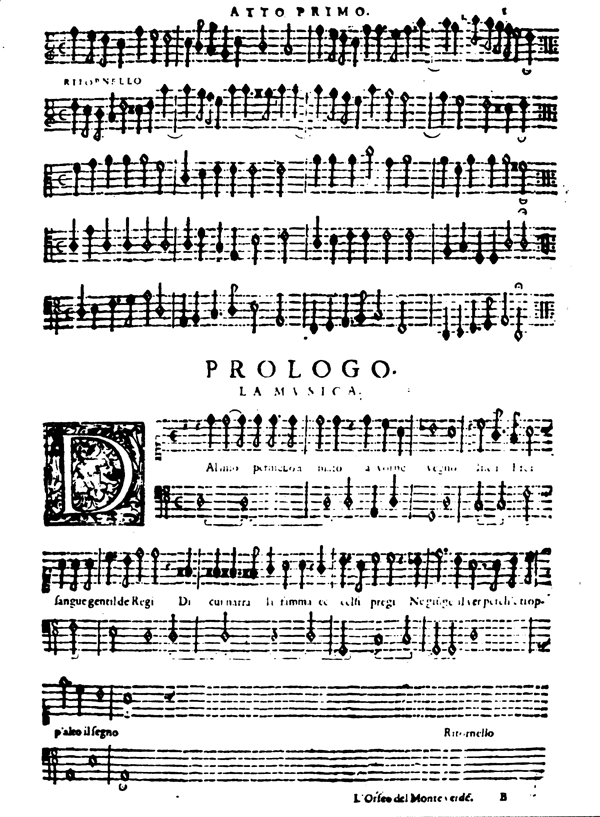
Claudio Monteverdi 1609-es kiadású Orfeo-librettója. A ritornell a prológus felett olvasható.

A korai barokk operában (pl. Monteverdi Orfeójában) csak a sinfonia és a ritornell volt hangszeres szakasz. A 18. századi opera szerkezetét nagyban megszabták ritornell szakaszok váltakozásai. A korszak operaáriáinak jellemző szerkezete a da capo ária volt, mely háromszakaszos felépítésű énekforma, egy A és egy attól különböző B szakasz építi fel A-B-A sémába szervezve. A ritornell tovább tördeli a da capo áriát úgy, hogy az A és B szakaszok közé ékelődik, például R-A-R-B-R-A-R felépítésű sémát alakítva ki.
A 18. században a versenyművek és concerto grossók tutti szakaszait is ritornellónak nevezték. Giuseppe Torelli több hegedűversenyében is alkalmazta azt az eljárást, hogy a gyors tételben az újonnan belépő szólórészeket ritornelll szakaszokkal tördelte.

### A ritornellforma megjelenése
Torelli eljárását Vivaldi egységes zenei formává érlelte, mely meghatározta a 18. századi zeneművekben a ritornell szerepét, az ő nyomán az alábbi szokások alakultak ki a ritornellforma alkalmazásában:
- A zeneműben nagyzenekari ritornellszakaszok és a szólóepizódok egymást váltják.
- A nyitó ritornell több kisebb, kettő-négyütemes részből áll, melyek a ritornellben kombinálódnak és variálódnak.
- A mű törzsében megjelenő ritornellszakaszok a kezdőnél rövidebbek, azok egy-két egységéből állnak, azokat variálják.
- A ritornellszakaszok segítenek egyben tartani a mű tonális szerkezetét, a kezdő és befejező ritornell tonikában van, mások donináns vagy egyéb fokokon. Az első, nem tonikáról induló ritornello általában domináns. A bécsi klasszikában alkalmazott rondótól ez abban különbözik, hogy utóbbit nem játsszák különböző fokokon, a rondó minden megjelenése a műben azonos alaphangon áll.[6]

Egyes zenetörténészek úgy vélik, hogy a ritornell 18. századi visszaszorulásának egyik fő oka az, hogy Beethoven olyan új formákat hozott létre, melyek ezt meghaladták, szerepét kiváltották. William Caplin zenetörténész azonban úgy véli, hogy a ritornell nem tűnt el, a versenyműveknek ma is része a szonátaformán keresztül, fennmaradását pedig nem a tutti és a szólórészek váltakozása, hanem a szonátára jellemző tonális és formai szerkezet mutatja. Bár a szonátaforma elterjedésével a ritornellszakaszok kimondott alkalmazása már nem volt jellemző, a 20. században ismét növekszik ennek a formának a népszerűsége.[forrás?]

## Fordítás
Ez a szócikk részben vagy egészben  a   Ritornello című angol Wikipédia-szócikk ezen változatának fordításán alapul.  Az eredeti cikk szerkesztőit annak laptörténete sorolja fel. Ez a jelzés csupán a megfogalmazás eredetét és a szerzői jogokat jelzi, nem szolgál a cikkben szereplő információk forrásmegjelöléseként.